# Città creative

Il progetto Città creative dell'UNESCO nasce nel 2004 con lo scopo di unire una lista di città che hanno fatto della creatività il motore dello sviluppo economico.
Al 31 dicembre 2021 le Creative Cities sono 246, di cui 13 italiane (Bologna, Fabriano, Torino, Parma, Roma, Alba, Carrara, Milano, Pesaro, Bergamo, Biella, Como e Modena)

## Elenco parziale

### Città creative del cinema
- Bradford  Regno Unito,  Inghilterra
- Sydney  Australia
- Busan  Corea del Sud
- Galway  Irlanda
- Sofia  Bulgaria
- Bitola  Macedonia del Nord
- Roma  Italia
- Santos  Brasile
- Bristol  Regno Unito,  Inghilterra
- Łódź  Polonia
- Tsingtao  Cina
- Terrassa  Spagna
- Yamagata  Giappone
- Mumbai  India
- Potsdam  Germania
- Sarajevo  Bosnia ed Erzegovina
- Valladolid  Spagna
- Wellington  Nuova Zelanda
- Cannes  Francia
- Cluj-Napoca  Romania
- Gdynia  Polonia

### Città creative per la musica
- Siviglia  Spagna
- Bologna  Italia
- Glasgow  Regno Unito,  Scozia
- Gand  Belgio
- Bogotà  Colombia
- Brazzaville  Rep. del Congo
- Hamamatsu  Giappone
- Hannover  Germania
- Mannheim  Germania
- Adelaide  Australia
- Idanha-a-Nova  Portogallo
- Katowice  Polonia
- Kingston  Giamaica
- Kinshasa  RD del Congo
- Liverpool  Regno Unito,  Inghilterra
- Medellín   Colombia
- Salvador  Brasile
- Tongyeong  Corea del Sud
- Varanasi  India
- Almaty  Kazakistan
- Amarante  Portogallo
- Auckland  Nuova Zelanda
- Brno  Rep. Ceca
- Chennai  India
- Taegu  Corea del Sud
- Frutillar  Cile
- Kansas City  Stati Uniti
- Morelia  Messico
- Norrköping  Svezia
- Pesaro  Italia
- Praia  Capo Verde
- Metz  Francia
- Ambon  Indonesia
- Essaouira  Marocco
- Kazan'  Russia
- Kırşehir  Turchia
- Leiria  Portogallo
- Llíria  Spagna
- Port of Spain  Trinidad e Tobago
- Ramallah  Palestina
- Sanandaj  Iran
- Santo Domingo  Rep. Dominicana
- Valledupar  Colombia
- Valparaíso  Cile
- Veszprém  Ungheria
- Vranje  Serbia
- Abu Dhabi  Emirati Arabi Uniti
- Batumi  Georgia
- Belfast  Regno Unito,  Irlanda del Nord
- Huancayo  Perù
- Ibagué  Colombia
- Charkiv  Ucraina
- London  Canada
- Port Louis  Mauritius
- Recife  Brasile
- Santiago di Cuba  Cuba
- Tallinn  Estonia
- Xalapa  Messico

### Città creative per la letteratura
- Edimburgo  Regno Unito,  Scozia
- Melbourne  Australia
- Iowa City  Stati Uniti
- Dublino  Irlanda
- Reykjavík  Islanda
- Norwich  Regno Unito,  Inghilterra
- Cracovia  Polonia
- Dunedin  Nuova Zelanda
- Granada  Spagna
- Heidelberg  Germania
- Praga  Rep. Ceca
- Baghdad  Iraq
- Barcellona  Spagna
- Lubiana  Slovenia
- Leopoli  Ucraina
- Montevideo  Uruguay
- Nottingham  Regno Unito,  Inghilterra
- Óbidos  Portogallo
- Tartu  Estonia
- Ul'janovsk  Russia
- Bucheon  Corea del Sud
- Durban  Sudafrica
- Lillehammer  Norvegia
- Manchester  Regno Unito,  Inghilterra
- Milano  Italia
- Québec  Canada
- Seattle  Stati Uniti
- Utrecht  Paesi Bassi
- Angoulême  Francia
- Beirut  Libano
- Exeter  Regno Unito,  Inghilterra
- Kuhmo  Finlandia
- Lahore  Pakistan
- Leeuwarden  Paesi Bassi
- Nanchino  Cile
- Odessa  Ucraina
- Slemani  Iraq
- Wonju  Corea del Sud
- Breslavia  Polonia
- Göteborg  Svezia
- Giacarta  Indonesia
- Vilnius  Lituania

### Città creative per le arti popolari e l'artigianato
- Santa Fe  Stati Uniti
- Aswan  Egitto
- Kanazawa  Giappone
- Icheon  Corea del Sud
- Hangzhou  Cina
- Fabriano  Italia
- Paducah  Stati Uniti
- Jacmel  Haiti
- Jingdezhen  Cina
- Nassau  Bahamas
- Pekalongan  Indonesia
- Suzhou  Cina
- Al-Hasa  Arabia Saudita
- Bamiyan  Afghanistan
- Durán  Ecuador
- Esfahan  Iran
- Jaipur  India
- Lubumbashi  RD del Congo
- San Cristóbal de Las Casas  Messico
- Sasayama  Giappone
- Baguio  Filippine
- Barcelos  Portogallo
- Il Cairo  Egitto
- Carrara  Italia
- Chiang Mai  Thailandia
- Chordeleg  Ecuador
- Gabrovo  Bulgaria
- João Pessoa  Brasile
- Kütahya  Turchia
- Limoges  Francia
- Madaba]  Giordania
- Ouagadougou  Burkina Faso
- Porto-Novo  Benin
- Şəki  Azerbaigian
- Sokodé  Togo
- Tétouan  Marocco
- Tunisi  Tunisia
- Areguá  Paraguay
- Ayacucho  Perù
- Ballarat  Australia
- Bandar Abbas  Iran
- Biella  Italia
- Caldas da Rainha  Portogallo
- Jinju  Corea del Sud
- Kargopol'  Russia
- Sharja  Emirati Arabi Uniti
- Sukhothai  Thailandia
- Trinidad  Cuba
- Viljandi  Estonia
- Bida  Nigeria
- Bursa  Turchia
- Como  Italia
- Gimhae  Corea del Sud
- Manises  Spagna
- Nakuru  Kenya
- Pasto  Colombia
- Perth  Regno Unito,  Scozia
- Srinagar  India
- Weifang  Cina

### Città creative per il disegno industriale
- Buenos Aires  Argentina
- Berlino  Germania
- Montréal  Canada
- Nagoya  Giappone
- Kōbe  Giappone
- Shenzhen  Cina
- Shanghai  Cina
- Seul  Corea del Sud
- Saint-Étienne  Francia
- Graz  Austria
- Pechino  Cina
- Bilbao  Spagna
- Curitiba  Brasile
- Dundee  Regno Unito,  Scozia
- Helsinki  Finlandia
- Torino  Italia
- Bandung  Indonesia
- Budapest  Ungheria
- Détroit  Stati Uniti
- Kaunas  Lituania
- Puebla de Zaragoza  Messico
- Singapore  Singapore
- Brasilia  Brasile
- Città del Capo  Sudafrica
- Dubai  Emirati Arabi Uniti
- Geelong  Australia
- Istanbul  Turchia
- Kolding  Danimarca
- Courtrai  Belgio
- Città del Messico  Messico
- Wuhan  Cina
- Asahikawa  Giappone
- Baku  Azerbaigian
- Bangkok  Thailandia
- Cebu  Filippine
- Fortaleza  Brasile
- Hanoi  Vietnam
- Al Muharraq  Bahrein
- Santiago de Querétaro  Messico
- San José  Costa Rica
- Covilhã  Portogallo
- Doha  Qatar
- Whanganui  Nuova Zelanda

### Città creativa per le arti mediatiche
- Lione  Francia
- Enghien-les-Bains  Francia
- Sapporo  Giappone
- Dakar  Senegal
- Gwangju  Corea del Sud
- Linz  Austria
- Tel Aviv  Israele
- York  Regno Unito,  Inghilterra
- Austin  Stati Uniti
- Braga  Portogallo
- Changsha  Cina
- Guadalajara  Messico
- Košice  Slovacchia
- Toronto  Canada
- Karlsruhe  Germania
- Cali  Colombia
- Viborg  Danimarca
- Campina Grande  Brasile
- Hamar  Norvegia
- Modena  Italia
- Namur  Belgio
- Tbilisi  Georgia

### Città creativa per la gastronomia
- Popayán  Colombia
- Chengdu  Cina
- Östersund  Svezia
- Jeonju  Corea del Sud
- Zahle  Libano
- Florianópolis  Brasile
- Shunde  Cina
- Tsuruoka  Giappone
- Belém  Brasile
- Bergen  Norvegia
- Burgos  Spagna
- Dénia  Spagna
- Ensenada  Messico
- Gaziantep  Turchia
- Parma  Italia
- Phuket  Thailandia
- Rasht  Iran
- Tucson  Stati Uniti
- Alba  Italia
- Buenaventura  Colombia
- Cochabamba  Bolivia
- Hatay  Turchia
- Macao  Cina
- Panama  Panama
- Paraty  Brasile
- San Antonio  Stati Uniti
- Afyonkarahisar  Turchia
- Arequipa  Perù
- Belo Horizonte  Brasile
- Bendigo  Australia
- Bergamo  Italia
- Hyderabad  India
- Mérida  Messico
- Hermanus  Sudafrica
- Portoviejo  Ecuador
- Yangzhou  Cina
- Bohicon  Benin
- Burayda  Arabia Saudita
- Huai'an  Cina
- Kermanshah  Iran
- Kuching  Malaysia
- Lənkəran  Azerbaigian
- Launceston  Australia
- Phetchaburi  Thailandia
- Rouen  Francia
- San Pietroburgo  Russia
- Santa Maria da Feira  Portogallo
- Salonicco  Grecia
- Usuki  Giappone

## Le città creative italiane
Bologna 
Città creativa per la musica dal 2006.
 Fabriano 
Città creativa per l'artigianato, le arti e le tradizioni popolari dal 18 ottobre 2013. La città marchigiana ha ottenuto questo riconoscimento soprattutto grazie alla produzione della carta a mano (e ad altre iniziative tra cui il festival Poiesis). La promotrice di Fabriano città creativa è stata l'imprenditrice Francesca Merloni. Fabriano ha ospitato nel giugno 2014 e settembre 2015 un forum di alcune città creative, e nel 2019 ha ospitato il XIII forum mondiale delle città creative UNESCO.
 Torino 
Città creativa per il design dal 1º dicembre 2014.
 Parma 
Città creativa per la gastronomia dall'11 dicembre 2015.
 Roma 
Città creativa del cinema dall'11 dicembre 2015.
 Alba 
Città creativa per la gastronomia dal 31 ottobre 2017.
 Carrara 
Città creativa per le arti popolari e l'artigianato dal 31 ottobre 2017.
 Milano 
Città creativa per la letteratura dal 31 ottobre 2017.
 Pesaro 
Città creativa per la musica dal 31 ottobre 2017. Motivo del riconoscimento UNESCO è l'impegno della città marchigiana nella diffusione, promozione e rivisitazione della musica rossiniana.
 Bergamo 
Città creativa per la gastronomia dal 30 ottobre 2019.
 Biella 
Città creativa per le arti popolari e l'artigianato dal 30 ottobre 2019.
 Como 
Città creativa per le arti popolari e l'artigianato dall'8 novembre 2021.
 Modena 
Città creativa per le arti mediatiche dall'8 novembre 2021.